# Ken Wallace
Ken Wallace (Gosford, Nova Gales do Sul, 26 de julho de 1983) é um canoísta australiano especialista em provas de velocidade.

## Carreira
Foi vencedor da medalha de Ouro em K-1 500 m e da medalha de Bronze em K-1 1000 m em Pequim 2008.